# Black indie!
Black indie!（ブラック・インディー！）は、2008年から日本で開催されている自主映画の映画祭である。インディーズムービー・フェスティバルを主催していたウェヴコ・プロデュース・カンパニィーの代表で、総合プロデューサーの夢成真（本名・西村秀雄）が、新たに立ち上げた映画祭である。

## 活動実績
- 2008年12月に、インディーズムービー・フェスティバル入選監督を中心に選ばれた12人の監督が、それぞれ映画の製作を開始する。やがて1名が「ルールに抵触した」との理由で失格となる。公式ホームページには、その監督のプロフィールが掲載されていたスペースに"戦力外通告""失格 監督"とのみ記載されている。また2011年に入ってからは藤井厚志が離脱、山口洋輝と小野篤が失格扱いとなり、参加監督は8名となる。
- 2012年11月16日から18日の3日間、シネマート六本木にて、1st. Black-indie!プレミア上映（最終試写審査）会、として川上生、野田千晶、片元亮、MASAMI YAMADA、高橋コウジ、安田淳一、岩松顯の全７作品の上映。これにて「1st. Black-indie!」は閉幕。
- 2012年12月20日より、第2回(2nd. Black-indie!)参加監督の受付が開始。
- 現在も公式には第2回の映画制作が継続中であるが、実質的にはBlack indie!は活動休止状態である。

## 第1回参加監督
- 川上生
- 野田千晶
- 小野篤（失格）
- 藤井厚志（離脱）
- 片元亮
- 山口洋輝（失格）
- MASAMI YAMADA
- 高橋コウジ
- 雨宮翔
- 安田淳一
- 岩松顯